# جاك غاردنر (ملاكم)
جاك غاردنر (بالإنجليزية: Jack Gardner)‏ مواليد 6 نوفمبر 1926 في إنجلترا - الوفاة 11 نوفمبر 1978، كان ملاكم محترف بريطاني صنّف ضمن فئة الوزن الثقيل.

## إحصائيات
خاض خلال مسيرته 34 نزالا، فاز في 28 ولم يتعادل وخسر في 6. فاز بالضربة القاضية في 23 نزالا.

## روابط خارجية
- جاك غاردنر على موقع بوكس ريك (الإنجليزية) (registration required)
- جاك غاردنر على موقع أوليمبيديا (الإنجليزية)
- جاك غاردنر على موقع اللجنة الأولمبية البريطانية (الإنجليزية)